# Каньяс, Хуан-Хосе
Хуан Хосе Каньяс (исп. Juan José Cañas; 19 января 1826 года, Сан-Мигель, Сальвадор —10 января 1918, Сан-Сальвадор, Сальвадор) — сальвадорский поэт.

## Биография
Хуан Хосе Каньяс родился в городке Сан-Мигель 19 января 1826 года, в бедной семье. Некоторое время учился в Леонском университете в Никарагуа. В 1843 году вернулся в Сальвадор, где изучал философию, и позднее получил степень бакалавра философии уже в Гватемале. Там также начал изучать медицину, но образования не завершил.
В 1848 году поддавшись «золотой лихорадке», отправился в Калифорнию в США. В 1852 году вернулся на родину, так и не разбогатев. Посвятив стихотворение коста-риканскому президенту в изгнании, получил звание полковника, но стал настоящим военным в звании генерала дивизии сальвадорского ополчения во время Никарагуанской национальной войны. В этом конфликте, 24 августа 1856 года командовал никарагуанским бригом Никарагуа «Сентроамерика» с другими кораблями, перевозившими войска из Ла-Униона в Пуэрто-Сан-Хосе в Гватемала.
Вместе с Давидом Гусманом был назначен представителем Сальвадора на Международной выставке в Сантьяго-де-Чили в 1875 году. В Южной Америке он был принят в различные научные и литературные общества, такие, как Академия художественной литературы в Сантьяго-де-Чили или Колумбийская академия языка. Вернулся в Сальвадор в 1877 году.
Президент Рафаэль Сальвидар поручил ему и итальянскому композитору Хуану Аберле написать гимн Сальвадора. Поэт и композитор работали безвозмездно. Премьера гимна состоялась утром 15 сентября 1879 года, во время празднования 58-й годовщины независимости Центральной Америки. Только, 4 апреля 1902 года президент Томас Рехаладо торжественно вручил обоим авторам гимна золотые медали.
В 1882 — 1883 годах в Сан-Сальвадоре познакомился начинающим никарагуанским поэтом Рубеном Дарио. Помог ему эмигрировать в Чили, дав рекомендательные письма к влиятельным персонам этой страны.
В 1875 году Хуан Хосе Каньяс стал одним из членов-учредителей Сальвадорской академии языка, в которую также вошли Франсиско Гавидия, Роман Майорха-Ривас и Альберто Ривас-Бонилья. В 1872 году занимал должность губернатора департамента Сан-Сальвадора. В 1872 — 1880 годах был депутатом Учредительной Ассамблеи.
На литературном поприще был известен как сторонник сальвадорского романтизма. Он был другом писателей Хосе Марти, Хуана де Диоса Песы и Энрике Гомеса-Каррильо, а также молодой поэтессы Клаудии Ларс. При жизни не было издано ни одного его поэтического сборника; большая часть стихов поэта была опубликована в антологиях того времени, газетах и журналах. Рубен Дарио назвал его «патриархом центральноамериканской поэзии», Хосе Марти — «ветераном лиры и меча».